# Туулик, Юри Каарелович
Юри Каарелович Туулик (эст. Jüri Tuulik, 22 февраля 1940, Абрука, Сааремаа — 3 июля 2014, Курессааре) — эстонский советский писатель. Младший брат-близнец писателя Юло Туулика. Заслуженный писатель Эстонской ССР (1986).

## Биография
Вырос в многодетной (6 человек) семье. Его мать Кадри и отец были учителями. Между 1944 и 1945 годами вместе с семьёй родителей был в принудительной эвакуации в Германии. Вернувшись на родной остров, учился в начальной школе Абруки в 1947—1952 годах, в средней школе Кингисепа в 1952—1958 годах и на историко-филологическом факультете Тартуского университета в 1958—1963 годах, получив диплом филолога, специализировался по эстонскому языку.
Дебютировал с рассказом в газете «Сааремаа» в 1956 году, в начале 1960-х годов опубликовал несколько рассказов и публицистику, его первая книга была опубликована в 1966 году.
В 1962—1964 годах работал журналистом в редакции газеты «Эдаси», а в 1966—1968 годах — в газете «Noorte Hääl». С 1969 года был профессиональным писателем, член Союза писателей с 1972 года.
Юри Туулик дважды является лауреатом Литературной премии Эстонской ССР имени Юхана Смуула (1979, 1981).
В 1986 году ему было присвоено звание Заслуженного писателя Эстонской ССР.
Вместе с братом — один из символов родного острова